# Facultat d'Humanitats de la Universitat Carolina de Praga
La Facultat d'Humanitats de la Universitat Carolina és una facultat de la Universitat Carolina de Praga, República Txeca.
El seu focus principal són les humanitats i l'antropologia social i cultural, inclosa l'etnomusicologia.
Situat a Libeň, Praga 8, la facultat compta amb 240 professors i uns 2.500 estudiants.